# Julius von Wartensleben
Julius Caesar Leopold Carl Wilhelm Emil Bernhard, comte von Wartensleben (né le 11 juin 1809 à Klein-Wirsewitz près de Guhrau et mort le 12 janvier 1882 à Berlin) est juge de la ville de Berlin, chevalier de l'Ordre de Saint-Jean.

## Biographie
Julius von Wartensleben est page à la cour de Saxe-Weimar-Eisenach. Il étudie ensuite le droit à Berlin et Iéna. C'est à Iéna qu'il obtient son doctorat en droit le 19 juillet 1834. Le 6 janvier 1835, il entre au service de la justice prussienne et devint greffier au tribunal de district de Bromberg. Les stations de sa formation sont le bureau du procureur de Koronowo et le tribunal de la ville et du district d'Inowrazlaw. Le 28 octobre 1836, il est nommé stagiaire au tribunal régional supérieur et, en décembre 1836, transféré au tribunal d'État supérieur de Königsberg. En novembre 1838, il passe à la Cour supérieure. Après le deuxième examen d'État, il devient assesseur de la Cour supérieure le 12 mai 1840. De juin à septembre 1840, il est juge au tribunal de l'abbaye d'Heiligengrabe. Il est ensuite muté comme assistant au tribunal de la ville et régional de Lobens, où il travailla jusqu'à son retour à la Cour supérieure en 1846. Le 12 janvier 1847, il devient assesseur au tribunal de la ville de Potsdam et le 10 mai 1850 promu juge au tribunal de la ville de Berlin. Le 19 avril 1852, il reçoit le titre de conseiller du tribunal de la ville.
Julius von Wartensleben est le premier président de la Société juridique de Berlin, qu'il dirige jusqu'en 1881. Il fait partie également de la société littéraire Tunnel sur la Sprée (de) à Berlin sous le nom de club Niebuhr. Il est l'auteur de l'histoire familiale en deux volumes des comtes de Wartensleben, publiée en 1858.

## Famille
Il est issu de la noble famille magdebourgeoise des Wartensleben, élevée au rang de comte en 1703. Son père est le lieutenant-colonel César Scipion Alexander comte von Wartensleben (1785-1851), sa mère sa première épouse Friederike von Gfug (de). Le maréchal prussien Alexander Hermann von Wartensleben (1650-1734) est son arrière-arrière-grand-père.
Le 23 février 1847, Julius von Wartensleben se marie avec Luise von Schmeling à Berlin. L'épouse a été dame de compagnie à l'abbaye d'Heiligengrabe et a fait la connaissance de Julius von Wartensleben lorsqu'il y était juge de l'abbaye.

## Publications
- Nachrichten von dem Geschlechte der Grafen von Wartensleben. Band 1 und Band 2, Albert Nauck & Comp. 1858 Digitalisat
- Die Geschichte und die Grundverfassung der Groß-Logen von England, Frankreich und Schweden. Als Manuscript gedruckt, E. S. Mittler und Sohn, Berlin 1871
- Geschichte der grossen Nationalmutterloge in den preußischen Staaten genannt zu den drei Weltkugeln. Nebst Bericht über die Gründung und Wirksamkeit der Wohlthätigkeitsanstalten für die Jahre 1875-1889. Nach der Revision vom Jahre 1890. Büxenstein Verlag, Berlin 1890